# Koło (Dymitrów Mały)
Koło – część wsi Dymitrów Mały w Polsce, położona w województwie podkarpackim w powiecie tarnobrzeskim, w gminie Baranów Sandomierski. Dawniej osobna miejscowość.
W latach 1975–1998 Koło administracyjnie należało do województwa tarnobrzeskiego.
Miejscowa ludność wyznania katolickiego przynależy do Parafii Ścięcia św. Jana Chrzciciela w Baranowie Sandomierskim.